# سباق الزمن للسيدات في بطولة العالم لسباق الدراجات على الطريق 2021
سباق الزمن للسيدات في بطولة العالم لسباق الدراجات على الطريق 2021 (بالفرنسية: Contre-la-montre féminin aux championnats du monde de cyclisme sur route 2021)‏ هو سباق دراجات هوائية، وهو الموسم رقم 28 من سباق الزمن للسيدات في بطولة العالم لسباق الدراجات على الطريق، وأقيم في 20 سبتمبر 2021، وامتدّ لمسافة 30.30 كيلومتر، وشارك فيه 49 متسابقاً ووصل إلى نهايته 49 متسابقاً.
فاز بالمركز الأول إيلين فان دايك، وبالمركز الثاني مارلين رويسر، وبالمركز الثالث أنيميك فان فليوتن.

## الفرق
| فرق وطنية (31)- منتخب الأرجنتين الوطني لسباق الدراجات على الطريق للسيدات 2021‏ - منتخب النمسا لركوب الدراجات للسيدات 2021‏ - فريق بلجيكا لركوب الدراجات للسيدات 2021 ‏ - فريق روسيا البيضاء لركوب الدراجات للسيدات 2021 ‏ - فريق كندا لركوب الدراجات للسيدات 2021‏ - فريق كولومبيا لركوب الدراجات للسيدات 2021‏ - فريق الدنمارك لركوب الدراجات للسيدات 2021 ‏ - فريق إريتريا لسباق الدراجات على الطريق للسيدات 2021‏ - فريق إسبانيا لركوب الدراجات للسيدات 2021 ‏ - فريق فرنسا لركوب الدراجات للسيدات 2021 ‏ - بريطانيا - فريق ألمانيا لركوب الدراجات للسيدات 2021‏ - فريق آيسلندا لسباق الدراجات على الطريق للسيدات 2021‏ - فريق إسرائيل لسباق الدراجات على الطريق للسيدات 2021‏ - فريق إيطاليا لركوب الدراجات للسيدات 2021‏ - فريق لاتفيا لركوب الدراجات للسيدات 2021‏ - فريق هولندا لركوب الدراجات للسيدات 2021 ‏ - فريق النرويج لركوب الدراجات للسيدات 2021 ‏ - فريق باكستان لسباق الدراجات للسيدات ‏ - فريق بولندا لركوب الدراجات للسيدات 2021‏ - فريق البرتغال لركوب الدراجات للسيدات 2021‏ - فريق الاتحاد الروسي للدراجات لسباق الدراجات على الطريق للسيدات‏ - فريق جنوب أفريقيا لركوب الدراجات للسيدات 2021‏ - فريق رواندا لسباق الدراجات على الطريق للسيدات‏ - فريق سلوفينيا لركوب الدراجات للسيدات 2021‏ - فريق سويسرا لركوب الدراجات للسيدات 2021 ‏ - فريق السويد لركوب الدراجات للسيدات 2021‏ - فريق تايلاند لسباق الدراجات على الطريق للسيدات 2021‏ - فريق أوكرانيا لركوب الدراجات للسيدات 2021‏ - فريق الولايات المتحدة لركوب الدراجات للسيدات 2021‏ - فريق أوزبكستان لسباق الدراجات على الطريق للسيدات 2021‏ |  |
| |  |

## المشاركون
| المشاركين | المشاركين                   | المشاركين                                                      | المشاركين      | المشاركين |
| #         | الدراج                      | الفريق                                                         | المرتبة        |           |
| --------- | --------------------------- | -------------------------------------------------------------- | -------------- | --------- |
| 1         | أنيميك فان فليوتن           | فريق هولندا لركوب الدراجات للسيدات 2021 ‏                       | 3              |           |
| 2         | مارلين رويسر                | فريق سويسرا لركوب الدراجات للسيدات 2021 ‏                       | 2              |           |
| 3         | ليزا برينور                 | فريق ألمانيا لركوب الدراجات للسيدات 2021‏                       | 5              |           |
| 4         | أمبر نبين                   | فريق الولايات المتحدة لركوب الدراجات للسيدات 2021‏              | 4              |           |
| 5         | Emma Norsgaard              | فريق الدنمارك لركوب الدراجات للسيدات 2021 ‏                     | 12             |           |
| 6         | جولييت لابوس                | فريق فرنسا لركوب الدراجات للسيدات 2021 ‏                        | 6              |           |
| 7         | Vittoria Guazzini ‏          | فريق إيطاليا لركوب الدراجات للسيدات 2021‏                       | 24             |           |
| 8         | آنا كيزنهوفر                | منتخب النمسا لركوب الدراجات للسيدات 2021‏                       | 17             |           |
| 9         | ليا كيرشمان                 | فريق كندا لركوب الدراجات للسيدات 2021‏                          | 11             |           |
| 10        | يوجينة بوجاك                | فريق سلوفينيا لركوب الدراجات للسيدات 2021‏                      | 19             |           |
| 11        | ألينا أمياليوسيك            | فريق روسيا البيضاء لركوب الدراجات للسيدات 2021 ‏                | 10             |           |
| 12        | Valeriya Kononenko ‏         | فريق أوكرانيا لركوب الدراجات للسيدات 2021‏                      | 15             |           |
| 13        | Marta Jaskulska ‏            | فريق بولندا لركوب الدراجات للسيدات 2021‏                        | 21             |           |
| 14        | Frances Janse van Rensburg ‏ | فريق جنوب أفريقيا لركوب الدراجات للسيدات 2021‏                  | 38             |           |
| 16        | Lina Hernández ‏             | فريق كولومبيا لركوب الدراجات للسيدات 2021‏                      | 34             |           |
| 17        | Katrine Aalerud ‏            | فريق النرويج لركوب الدراجات للسيدات 2021 ‏                      | 27             |           |
| 18        | Julie Van de Velde ‏         | فريق بلجيكا لركوب الدراجات للسيدات 2021 ‏                       | 22             |           |
| 19        | Joss Lowden ‏                | بريطانيا                                                       | 8              |           |
| 22        | Omer Shapira ‏               | فريق إسرائيل لسباق الدراجات على الطريق للسيدات 2021‏            | 23             |           |
| 23        | Diane Ingabire ‏             | فريق رواندا لسباق الدراجات على الطريق للسيدات‏                  | 47             |           |
| 25        | Ziortza Isasi ‏              | فريق إسبانيا لركوب الدراجات للسيدات 2021 ‏                      | 35             |           |
| 26        | تمارا بالابولينا ‏           | فريق الاتحاد الروسي للدراجات لسباق الدراجات على الطريق للسيدات‏ | 33             |           |
| 27        | Phetdarin Somrat ‏           | فريق تايلاند لسباق الدراجات على الطريق للسيدات 2021‏            | 43             |           |
| 28        | Yanina Kuskova ‏             | فريق أوزبكستان لسباق الدراجات على الطريق للسيدات 2021‏          | 39             |           |
| 29        | Dana Rožlapa ‏               | فريق لاتفيا لركوب الدراجات للسيدات 2021‏                        | 28             |           |
| 31        | Agusta Edda Bjornsdóttir ‏   | فريق آيسلندا لسباق الدراجات على الطريق للسيدات 2021‏            | 37             |           |
| 32        | Daniela Campos ‏             | فريق البرتغال لركوب الدراجات للسيدات 2021‏                      | 41             |           |
| 34        | Adiam Tesfalem ‏             | فريق إريتريا لسباق الدراجات على الطريق للسيدات 2021‏            | 46             |           |
| 35        | Luciana Roland‏              | منتخب الأرجنتين الوطني لسباق الدراجات على الطريق للسيدات 2021‏  | 45             |           |
| 36        | Kanza Malik‏                 | فريق باكستان لسباق الدراجات للسيدات ‏                           | 48             |           |
| 37        | Ellen van Dijk              | فريق هولندا لركوب الدراجات للسيدات 2021 ‏                       | 1              |           |
| 38        | ليزا كلاين                  | فريق ألمانيا لركوب الدراجات للسيدات 2021‏                       | 7              |           |
| 39        | ليا توماس                   | فريق الولايات المتحدة لركوب الدراجات للسيدات 2021‏              | 14             |           |
| 40        | Rebecca Koerner ‏            | فريق الدنمارك لركوب الدراجات للسيدات 2021 ‏                     | 31             |           |
| 41        | Audrey Cordon-Ragot         | فريق فرنسا لركوب الدراجات للسيدات 2021 ‏                        | 16             |           |
| 42        | إيلينا بيروني               | فريق إيطاليا لركوب الدراجات للسيدات 2021‏                       | 29             |           |
| 43        | كارول آن كانويل             | فريق كندا لركوب الدراجات للسيدات 2021‏                          | 13             |           |
| 44        | Hanna Solovey ‏              | فريق أوكرانيا لركوب الدراجات للسيدات 2021‏                      | 26             |           |
| 45        | Karolina Karasiewicz ‏       | فريق بولندا لركوب الدراجات للسيدات 2021‏                        | 20             |           |
| 46        | Hayley Preen ‏               | فريق جنوب أفريقيا لركوب الدراجات للسيدات 2021‏                  | 40             |           |
| 47        | Nathalie Eklund (cyclist) ‏  | فريق السويد لركوب الدراجات للسيدات 2021‏                        | 18             |           |
| 48        | Lorena Colmenares ‏          | فريق كولومبيا لركوب الدراجات للسيدات 2021‏                      | 42             |           |
| 49        | Sara Van de Vel ‏            | فريق بلجيكا لركوب الدراجات للسيدات 2021 ‏                       | 30             |           |
| 50        | فايفر جورجي                 | بريطانيا                                                       | 25             |           |
| 52        | Rotem Gafinovitz ‏           | فريق إسرائيل لسباق الدراجات على الطريق للسيدات 2021‏            | 32             |           |
| 54        | أولغا زابيلينسكايا          | فريق أوزبكستان لسباق الدراجات على الطريق للسيدات 2021‏          | لم يكمل السباق |           |
| 56        | Bríet Kristý Gunnarsdóttir ‏ | فريق آيسلندا لسباق الدراجات على الطريق للسيدات 2021‏            | 44             |           |
| 58        | فرناندا يابورا              | منتخب الأرجنتين الوطني لسباق الدراجات على الطريق للسيدات 2021‏  | 36             |           |
| 59        | Asma Jan ‏                   | فريق باكستان لسباق الدراجات للسيدات ‏                           | 49             |           |
| 60        | ريجان ماركوس                | فريق هولندا لركوب الدراجات للسيدات 2021 ‏                       | 9              |           |

## التصنيف العام النهائي
| التصنيف العام                          | التصنيف العام              | التصنيف العام    | التصنيف العام                                      | التصنيف العام |
| العداء                                 | العداء                     | البلد            | الفريق                                             | الوقت         |
| -------------------------------------- | -------------------------- | ---------------- | -------------------------------------------------- | ------------- |
| 1                                      | إيلين فان دايك             | هولندا           | فريق هولندا لركوب الدراجات للسيدات 2021 ‏           | 36 د 05 ث     |
| 2                                      | مارلين رويسر               | سويسرا           | فريق سويسرا لركوب الدراجات للسيدات 2021 ‏           | + 10 ث        |
| 3                                      | أنيميك فان فليوتن          | هولندا           | فريق هولندا لركوب الدراجات للسيدات 2021 ‏           | + 24 ث        |
| 4                                      | أمبر نبين                  | الولايات المتحدة | فريق الولايات المتحدة لركوب الدراجات للسيدات 2021 ‏ | + 1 د 24 ث    |
| 5                                      | ليزا برينور                | ألمانيا          | فريق ألمانيا لركوب الدراجات للسيدات 2021 ‏          | + 1 د 29 ث    |
| 6                                      | جولييت لابوس               | فرنسا            | فريق فرنسا لركوب الدراجات للسيدات 2021 ‏            | + 1 د 47 ث    |
| 7                                      | ليزا كلاين                 | ألمانيا          | فريق ألمانيا لركوب الدراجات للسيدات 2021 ‏          | + 1 د 51 ث    |
| 8                                      | Joss Lowden ‏               | المملكة المتحدة  | بريطانيا العظمى                                    | + 1 د 59 ث    |
| 9                                      | ريجان ماركوس               | هولندا           | فريق هولندا لركوب الدراجات للسيدات 2021 ‏           | + 1 د 59 ث    |
| 10                                     | ألينا أمياليوسيك           | بيلاروس          | فريق روسيا البيضاء لركوب الدراجات للسيدات 2021 ‏    | + 2 د 18 ث    |
| 11                                     | ليا كيرشمان                | كندا             | فريق كندا لركوب الدراجات للسيدات 2021 ‏             | + 2 د 34 ث    |
| 12                                     | Emma Norsgaard             | الدنمارك         | فريق الدنمارك لركوب الدراجات للسيدات 2021 ‏         | + 2 د 43 ث    |
| 13                                     | كارول آن كانويل            | كندا             | فريق كندا لركوب الدراجات للسيدات 2021 ‏             | + 2 د 48 ث    |
| 14                                     | ليا توماس                  | الولايات المتحدة | فريق الولايات المتحدة لركوب الدراجات للسيدات 2021 ‏ | + 2 د 50 ث    |
| 15                                     | Valeriya Kononenko ‏        | أوكرانيا         | فريق أوكرانيا لركوب الدراجات للسيدات 2021 ‏         | + 2 د 50 ث    |
| 16                                     | Audrey Cordon-Ragot        | فرنسا            | فريق فرنسا لركوب الدراجات للسيدات 2021 ‏            | + 2 د 56 ث    |
| 17                                     | آنا كيزنهوفر               | النمسا           | منتخب النمسا لركوب الدراجات للسيدات 2021 ‏          | + 2 د 56 ث    |
| 18                                     | Nathalie Eklund (cyclist) ‏ | السويد           | فريق السويد لركوب الدراجات للسيدات 2021 ‏           | + 2 د 57 ث    |
| 19                                     | يوجينة بوجاك               | سلوفينيا         | فريق سلوفينيا لركوب الدراجات للسيدات 2021 ‏         | + 2 د 59 ث    |
| 20                                     | Karolina Karasiewicz ‏      | بولندا           | فريق بولندا لركوب الدراجات للسيدات 2021 ‏           | + 3 د 04 ث    |
| مصدر: ProCyclingStats Cycling Quotient |                            |                  |                                                    |               |

## وصلات خارجية
- لمحة عن سباق سباق الزمن للسيدات في بطولة العالم لسباق الدراجات على الطريق 2021 على موقع  ProCyclingStats   (برو  سايكلنج  ستاتس) - إحصاءات  محترفي  الدراجات.
- سباق الزمن للسيدات في بطولة العالم لسباق الدراجات على الطريق 2021 على موقع إحصائيات الدراجات الإحترافية (الإنجليزية)